# Daniel Brössler
Daniel Brössler (* 27. April 1969 in Frankfurt am Main) ist ein deutscher Journalist.

## Leben
Brössler studierte in München und in Washington Kommunikationswissenschaften und Politik. Er ist zudem Absolvent der Deutschen Journalistenschule in München. Von Januar bis September 1993 berichtete er für die Deutsche Presse-Agentur (dpa) aus Bratislava. Schon früh beschäftigte er sich mit den Neuen Medien und „electronic publishing“. Sein 1995 erschienenes Buch Zeitung und Multimedia gilt als die erste wichtige Publikation zu den Online-Strategien von Tageszeitungen.
1996 übernahm Brössler die Leitung des dpa-Büros in Warschau und wechselte 1999 in die außenpolitische Redaktion der Süddeutschen Zeitung (SZ) nach München. Dort betreute er die Berichterstattung aus Mittel- und Osteuropa. Von 2004 bis 2008 war er Korrespondent der Süddeutschen Zeitung in Moskau, er äußerte sich kritisch zur „sozialdemokratischen Russlandpolitik“. Von 2008 bis 2013 war er Mitglied der Parlamentsredaktion der Süddeutschen Zeitung in Berlin und hier unter anderem für die Berichterstattung über deutsche Außenpolitik zuständig. Von 2014 bis 2018 war er Korrespondent der Süddeutschen Zeitung in Brüssel, zuständig für die Europäische Union. 2018 kehrte er in die Parlamentsredaktion der SZ zurück.

## Schriften (Auswahl)
- Zeitung und Multimedia: was Leser und Journalisten erwartet – Visionen aus Amerika. KoPäd-Verlag, München 1995, ISBN 3-929061-21-X.
- Ein deutscher Kanzler. Olaf Scholz, der Krieg und die Angst. Propyläen, Berlin 2024, ISBN 978-3-5491-0076-9.[5]